# 세설
《세설》(細雪, 사사메유키)은 1943년부터 1948년까지 연재된 일본의 작가 다니자키 준이치로의 장편소설이다. 1943년 1-2월 <주오코론(中央公論)>에 일부만 발표되었을 뿐 금지로 제2차 세계 대전이 끝난 이후에 들어서 완결되었다. 고전적 정서의 세계를 현대적 풍속과의 대비(對比) 속에서 묘사하려고 한 그의 대표작의 하나이다.